# Acer silberlingii
Acer silberlingii é uma espécie de árvore do gênero Acer, pertencente à família Aceraceae.